# District XIII van Boedapest
District XIII is een district aan de Pest-kant van Boedapest.

## Wijken
- Angyalföld,
- Göncz Árpád városközpont,
- Újlipótváros,
- Vizafogó
- Népsziget (zuidelijk deel)
- Margaretha-eiland (tot 2013)

## Afbeeldingen

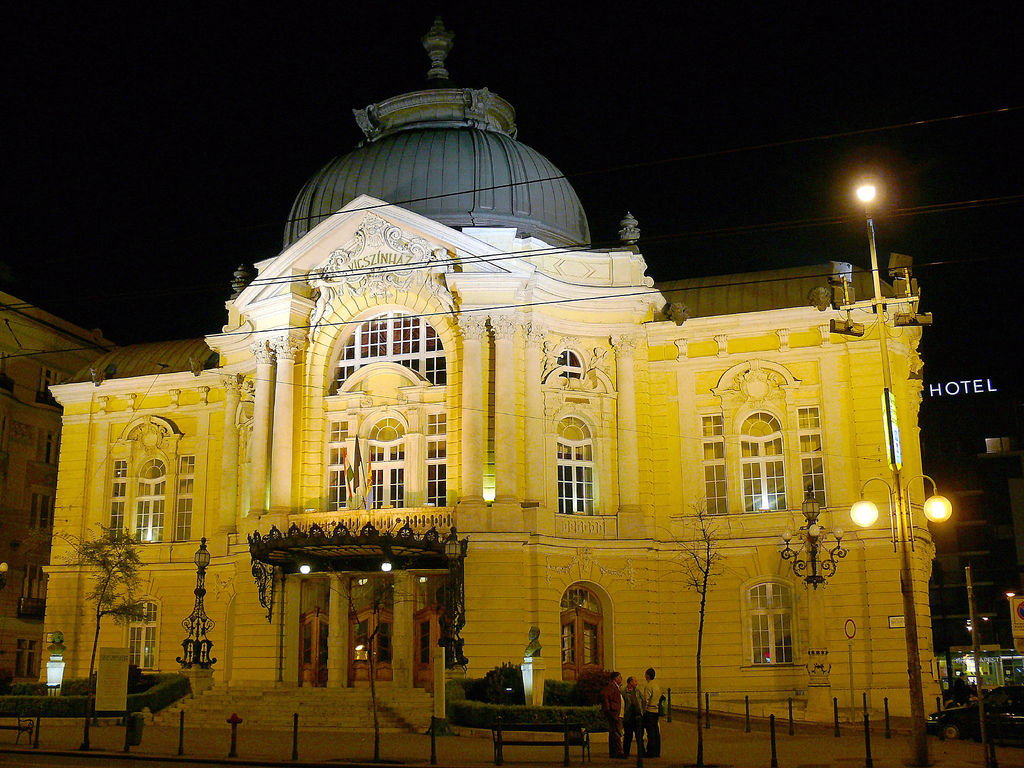
Vígszínház (Comedy Theatre)
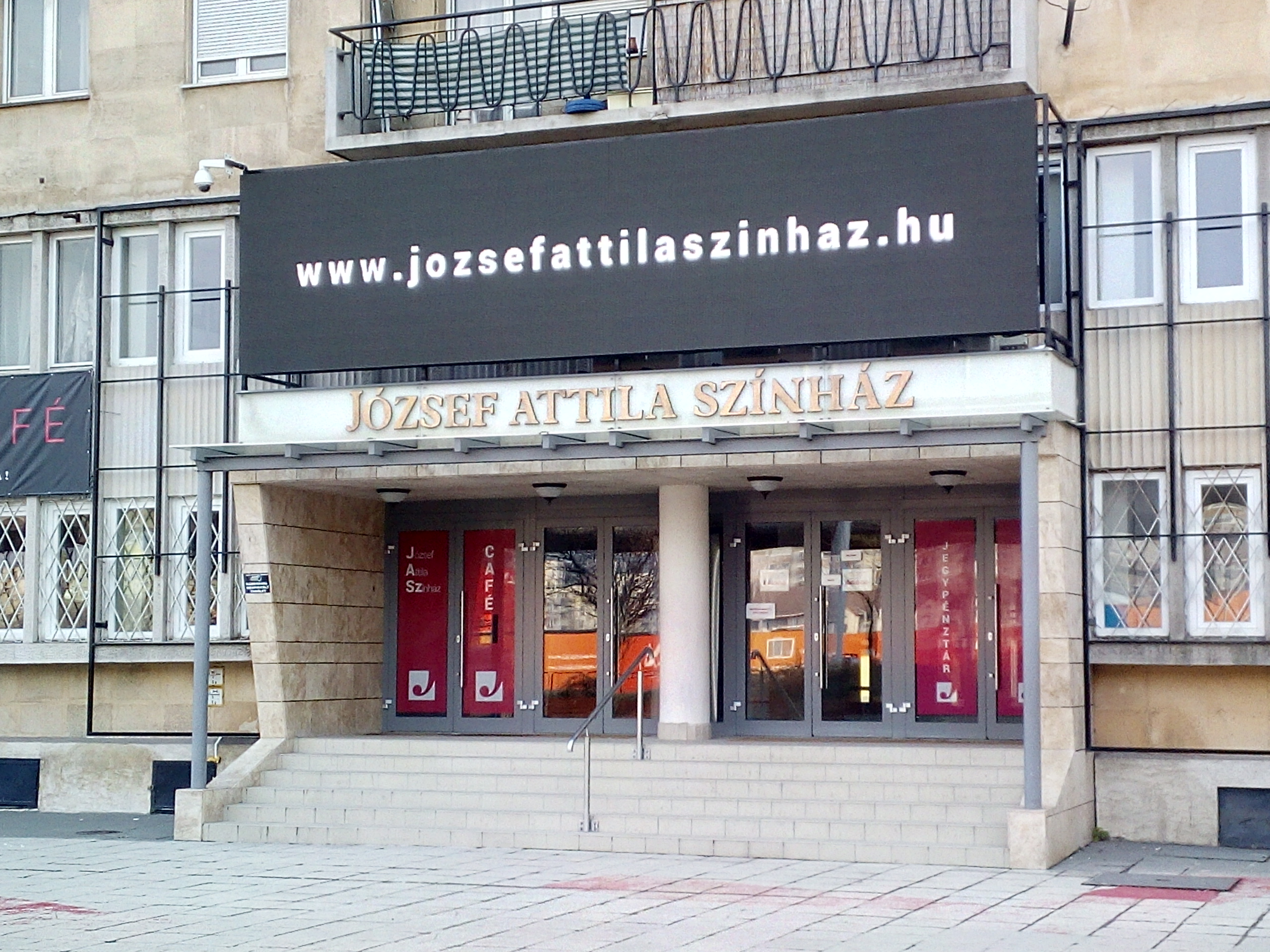
József Attila Színház (Attila Jozsef Theatre)
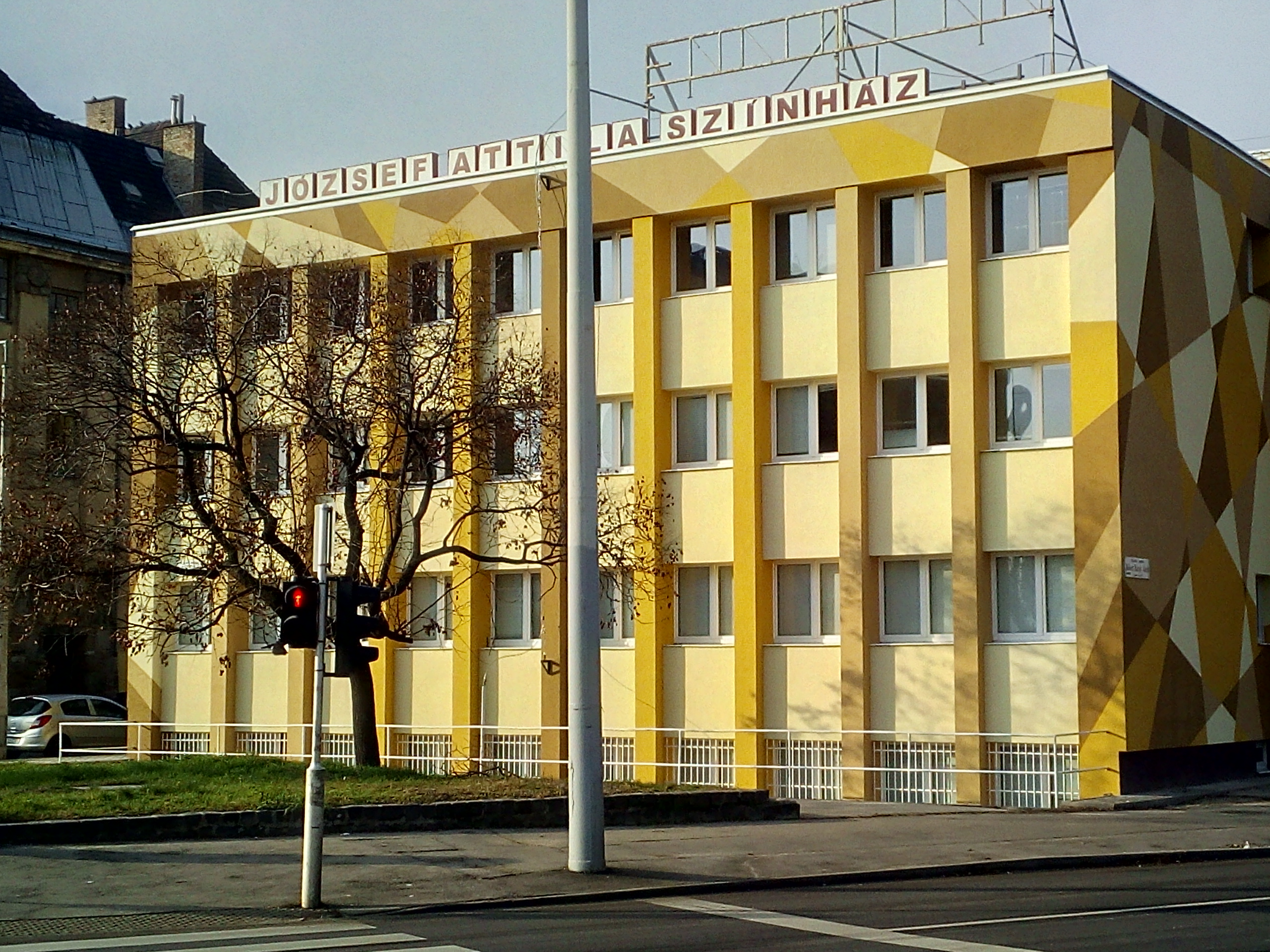
József Attila Színház
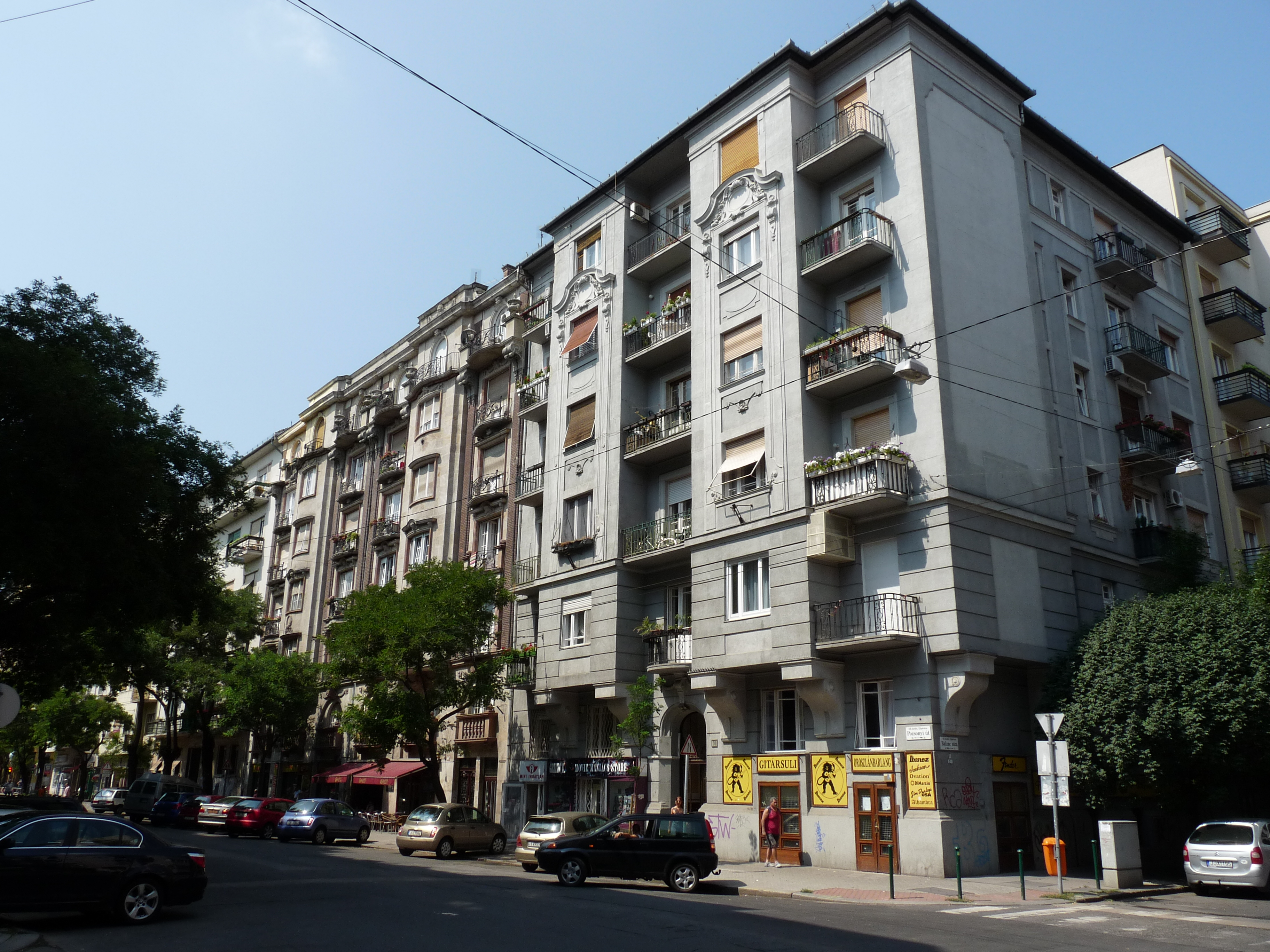
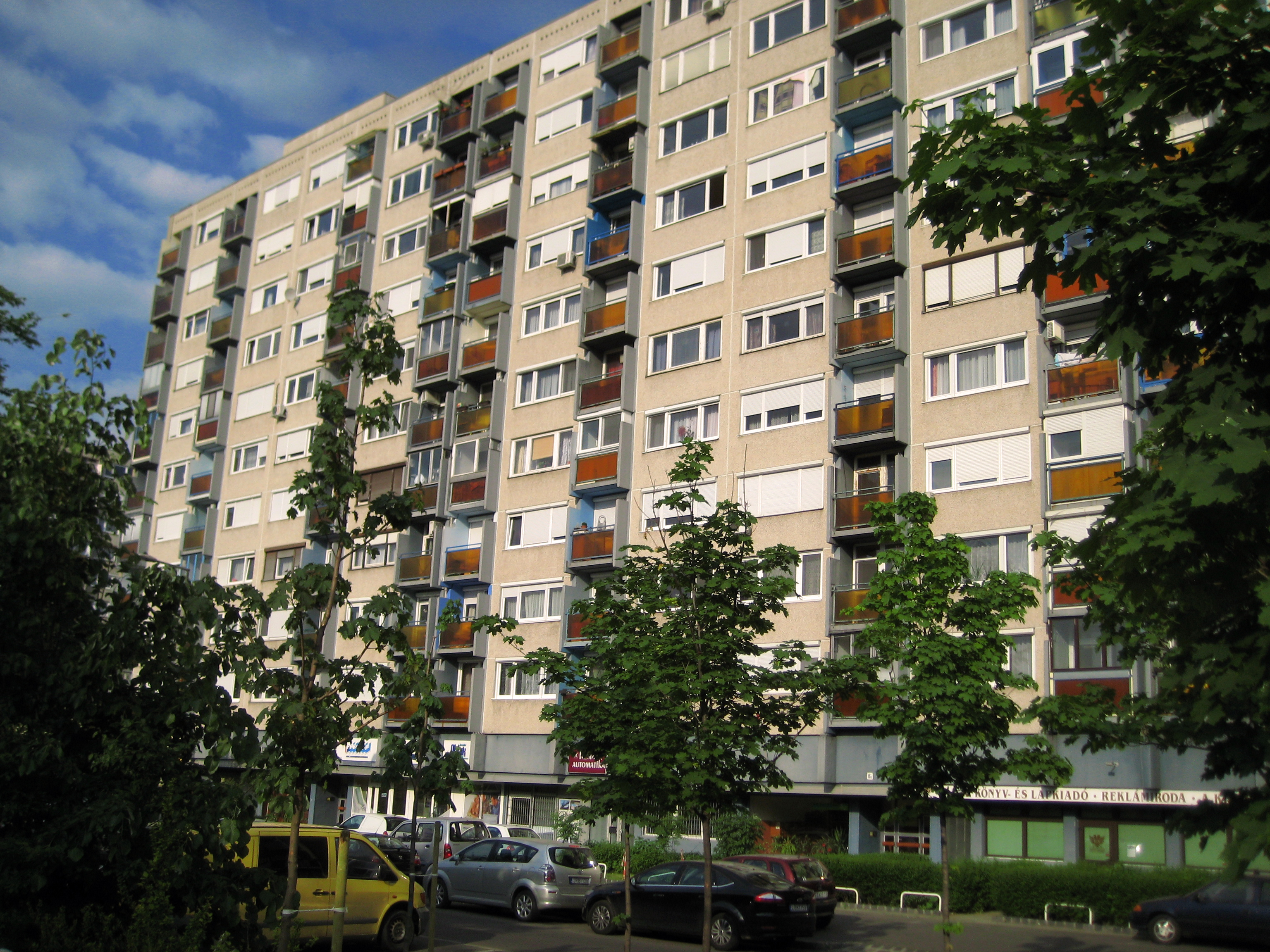
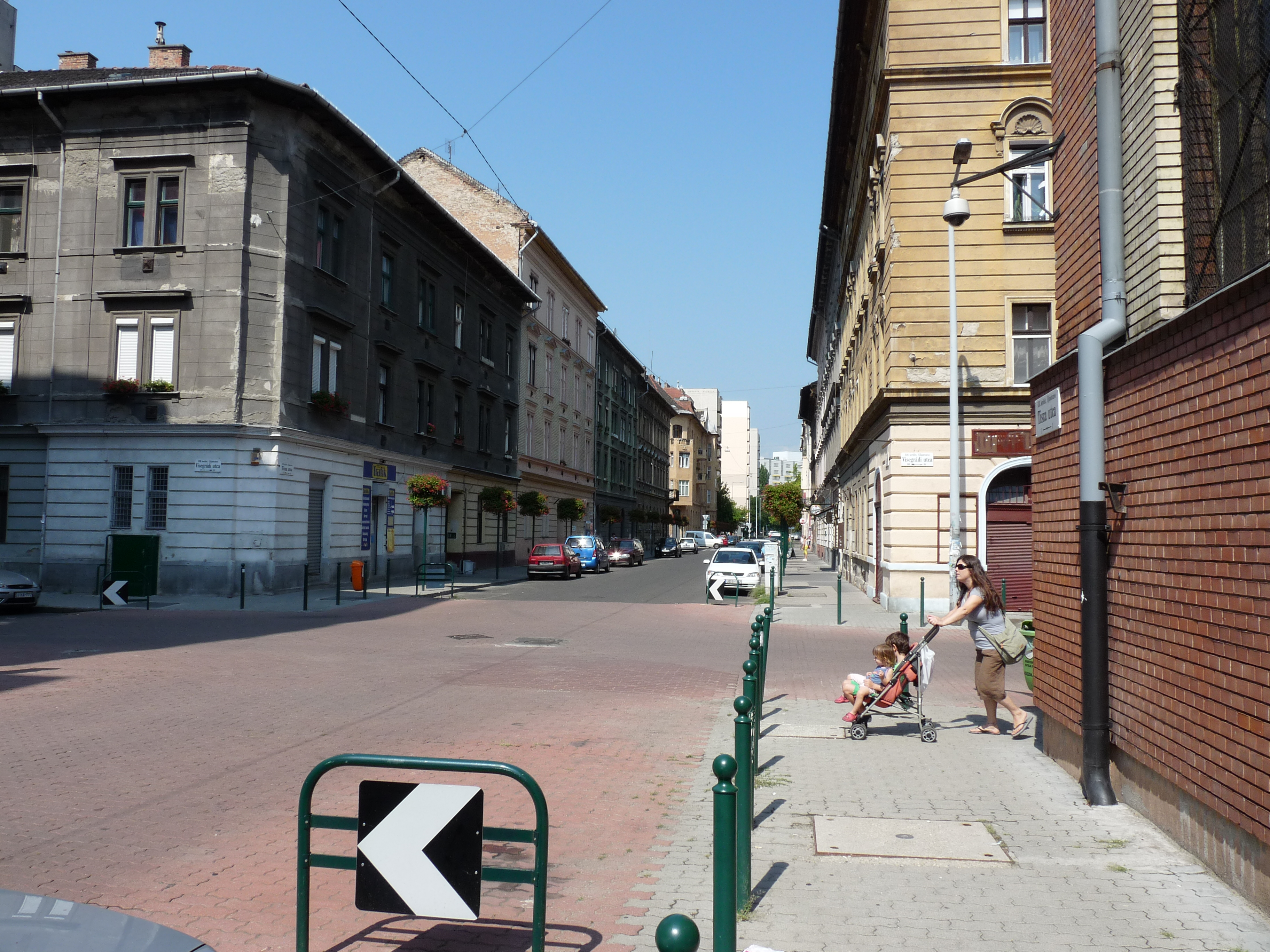
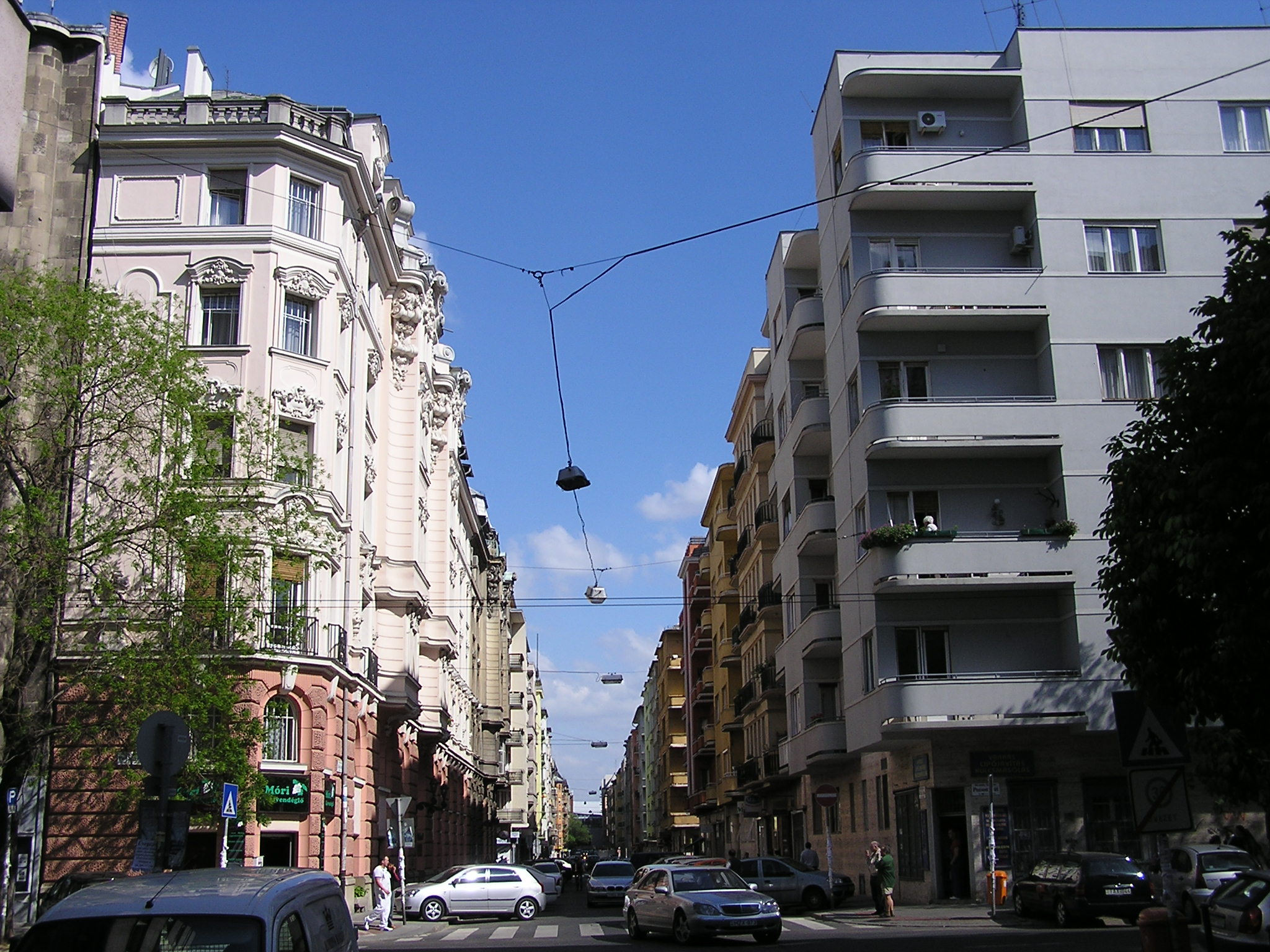
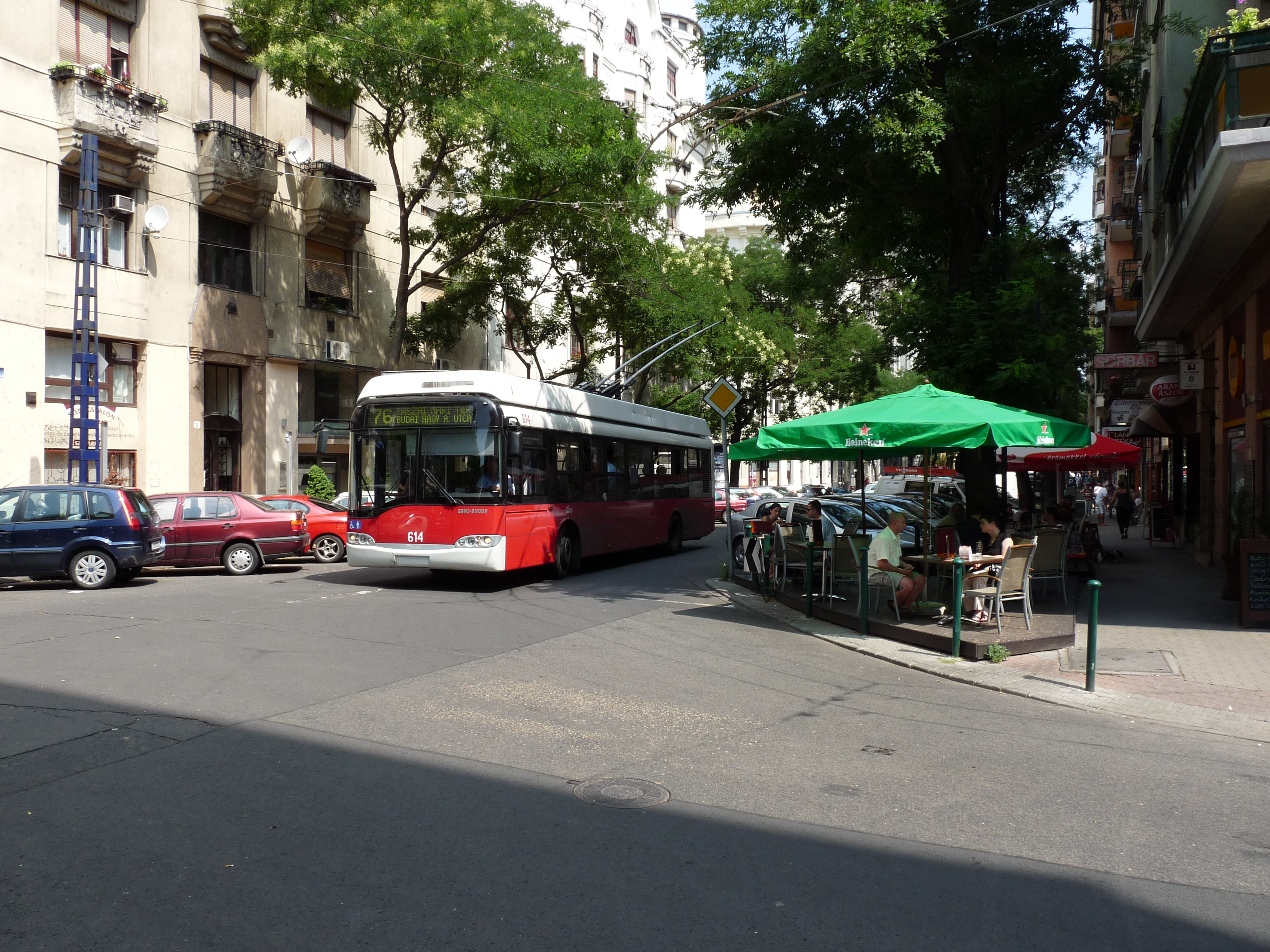
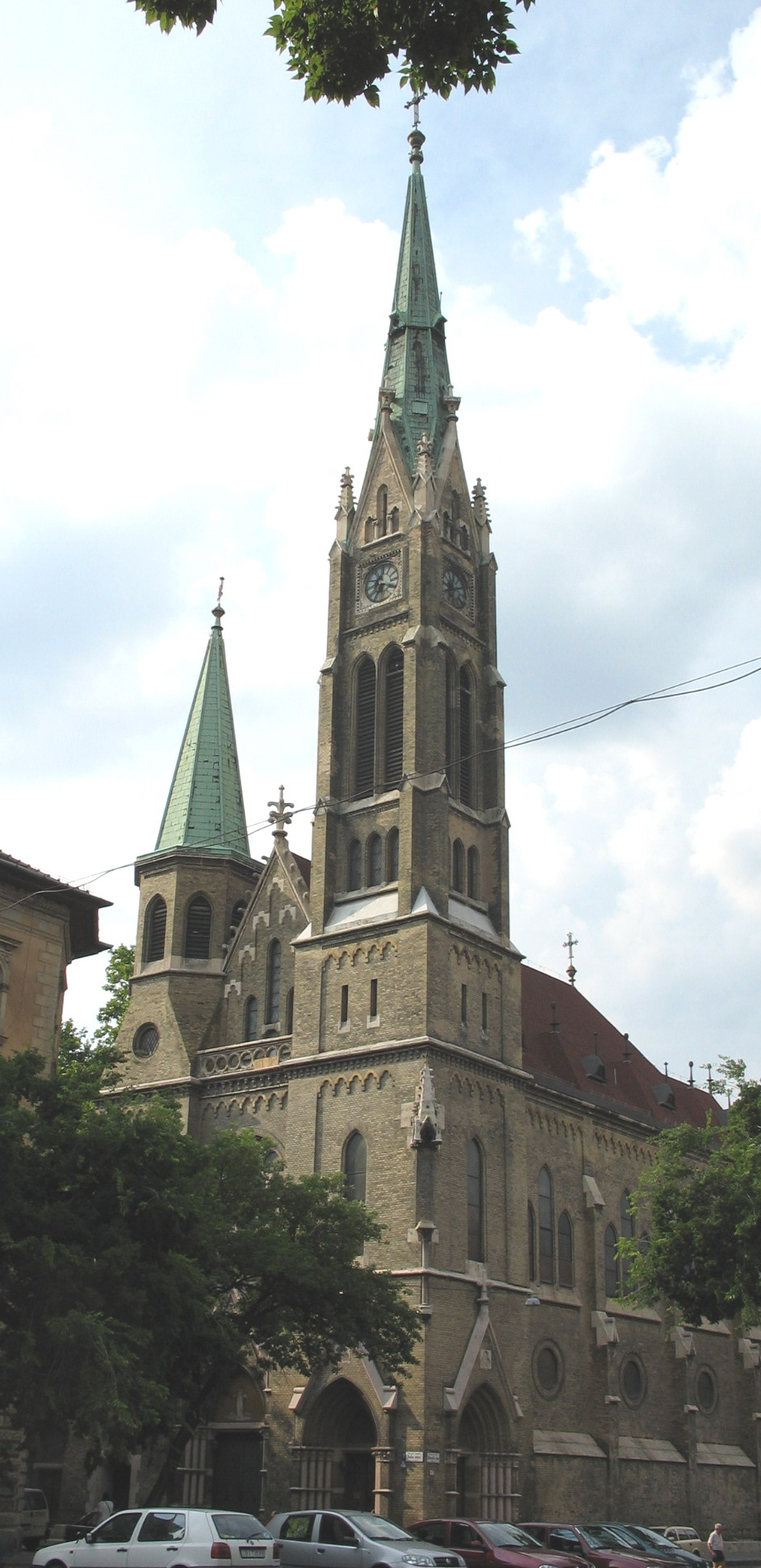

## Partnerschappen
Het district heeft partnerschappen met de Roemeense gemeente Sovata.
I · II · III · IV · V · VI · VII · VIII · IX · X · XI · XII · XIII · XIV · XV · XVI · XVII · XVIII · XIX · XX · XXI · XXII · XXIII